# ヨウスコウカワイルカ
ヨウスコウカワイルカ (揚子江河鯆、Lipotes vexillifer) は、哺乳綱偶蹄目（鯨偶蹄目とする説もあり）ヨウスコウカワイルカ科ヨウスコウカワイルカ属に分類されるイルカの一種。本種のみでヨウスコウカワイルカ科ヨウスコウカワイルカ属を構成する。

## 概要
紀元前3世紀ごろに書かれた中国の辞典である『爾雅』にヨウスコウカワイルカに関する記述があり、当時の生息数は約5,000頭と推定されている。中国の伝統的な物語において、ヨウスコウカワイルカは、愛していない男との結婚を拒否して家族に溺死させられた姫の生まれ変わりとして描かれている。また平和と繁栄の象徴と考えられ、「長江女神」、すなわち「長江の女神」の愛称でも呼ばれている。
ヨウスコウカワイルカの個体数は、中国の工業化、魚の乱獲、船舶による水上輸送、水力発電（ダム建設）などの影響により激減している。とりわけ三峡ダムの建設は、ヨウスコウカワイルカの生息環境に対し致命的な被害を与えている。本種を保護する努力は行われているが、2006年の大規模な調査でも生息の確認はできなかったため絶滅が宣言される。
ヨウスコウカワイルカが本当に絶滅した場合は、1950年代のニホンアシカやカリブモンクアザラシの絶滅以来の水生哺乳類（海獣）の絶滅とされる。

## 分布

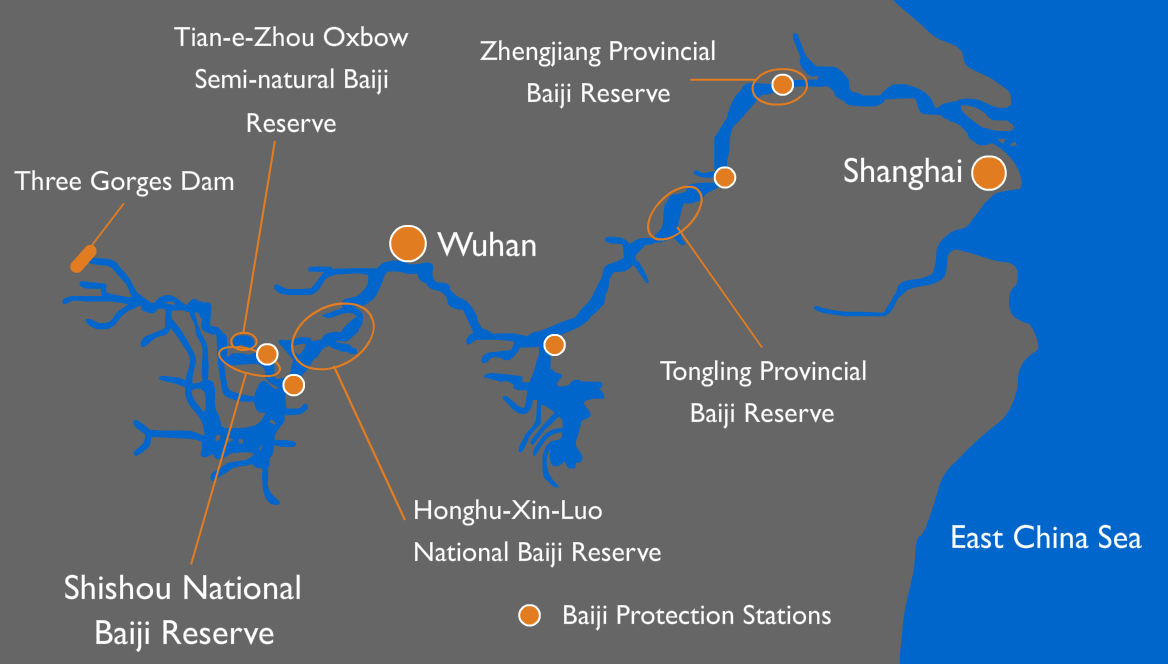
三峡ダムと各保護区

以前は長江の河口から宜昌にかけての 1,700キロメートルの範囲と、洞庭湖、富春江下流域に分布していた。近年、生息域は数百キロメートルにまで減少し、主に付属湖である洞庭湖と鄱陽湖の間にある中流域の長江本流に限られた。世界の人口の約12%が長江流域で生活しており、河川の環境に影響を与えている。三峡ダムの建設やその他のダムの計画も生息域の減少を招いている。

## 生態

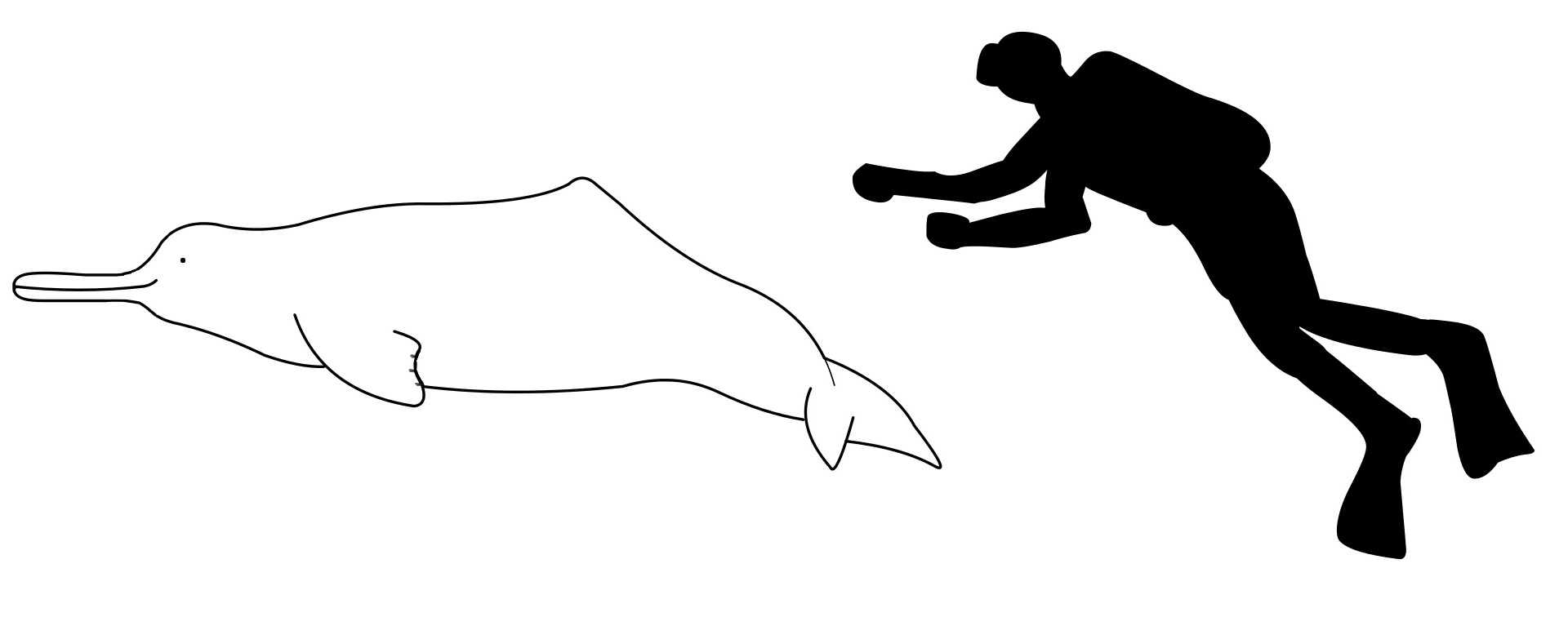
ヒトとの大きさの比較

### 形態
成体の雄の体長は約2.3メートル、雌は約2.5メートル、最も大きな個体は約2.7メートルであった。体重は135-230キログラム程度である。

### 進化史
淡水に生息する「カワイルカ」は世界に4種が知られており、ヨウスコウカワイルカはその中の1種である。他の3種は、南米のアマゾン川およびラプラタ川に生息するアマゾンカワイルカとラプラタカワイルカ、インド亜大陸のガンジス川やインダス川に生息するインドカワイルカである。
ヨウスコウカワイルカの祖先は約2,500万年前には存在し、約2,000万年前に海を離れて長江に移り住んだことが化石から分かっている。

### 行動
河川にのみ生息する。魚類を食べ、採食場として支流との合流部や中州の下流側を好む。
主に4 - 5月に交尾を行う。1年の上半期が生殖期間であると考えられ、出産は2月から4月にピークを迎える。妊娠率は30%であることが観察された。妊娠期間は10 - 11か月で、2月に1頭の幼獣を産む。出産間隔は約3年。出産間隔は2年である。生まれた子イルカの体長は約80-90cmで、育児期間は8-20か月である。雄は生後4年、雌は生後6年で性成熟する。
遊泳速度は通常時速10-15kmであるが、危険から逃れるときには時速60kmに達する。視覚は弱いため、主にソナーによるエコーロケーションに頼っている。
ヨウスコウカワイルカの野生下での寿命は約24年と見られている。

## 人間との関係

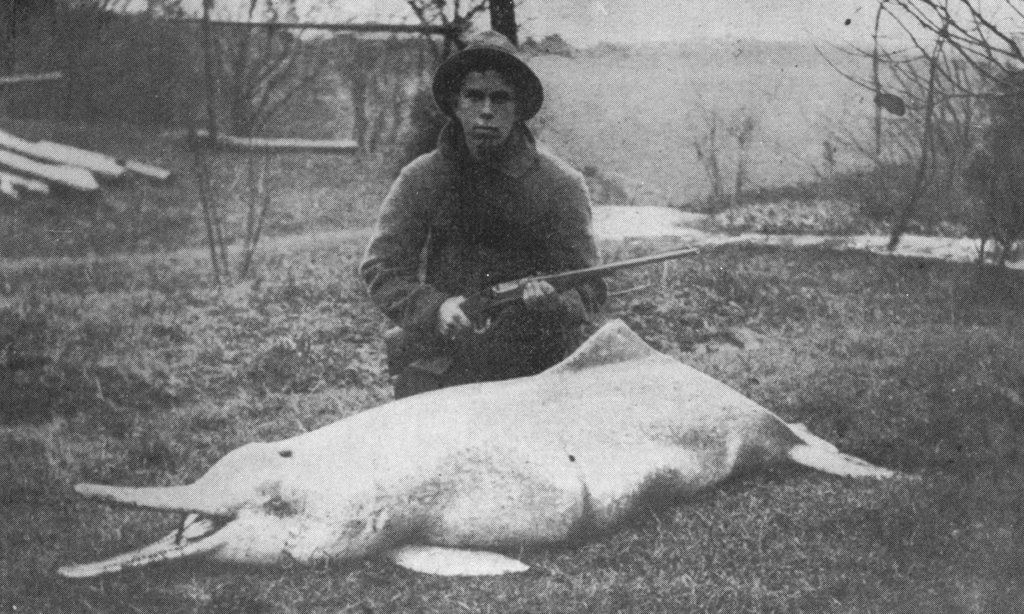
チャールズ・マッコーリー・ホイによって捕殺された個体（1914年）

最後の飼育個体のチーチー

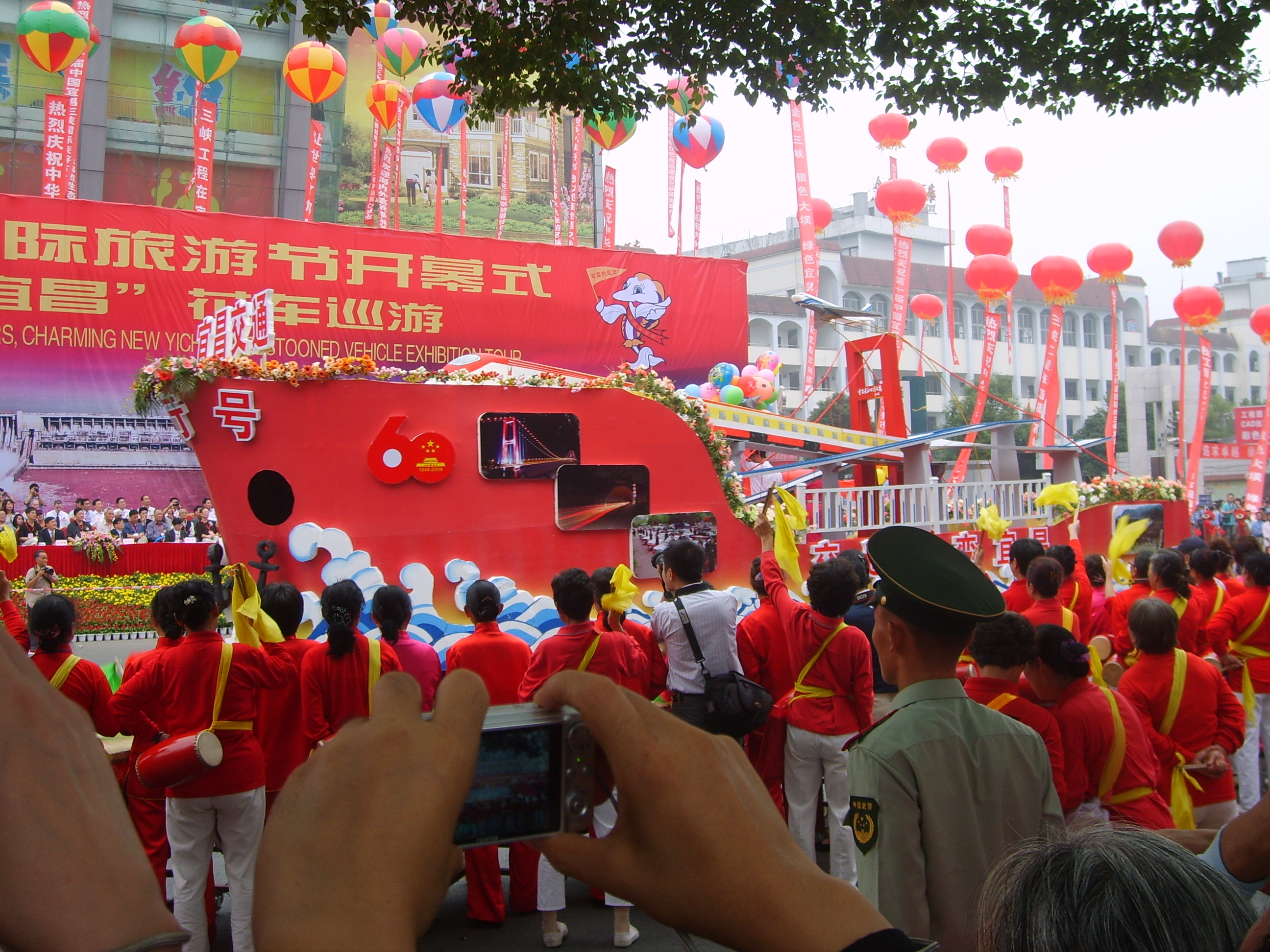
三峡地域におけるマスコットにもなっている。

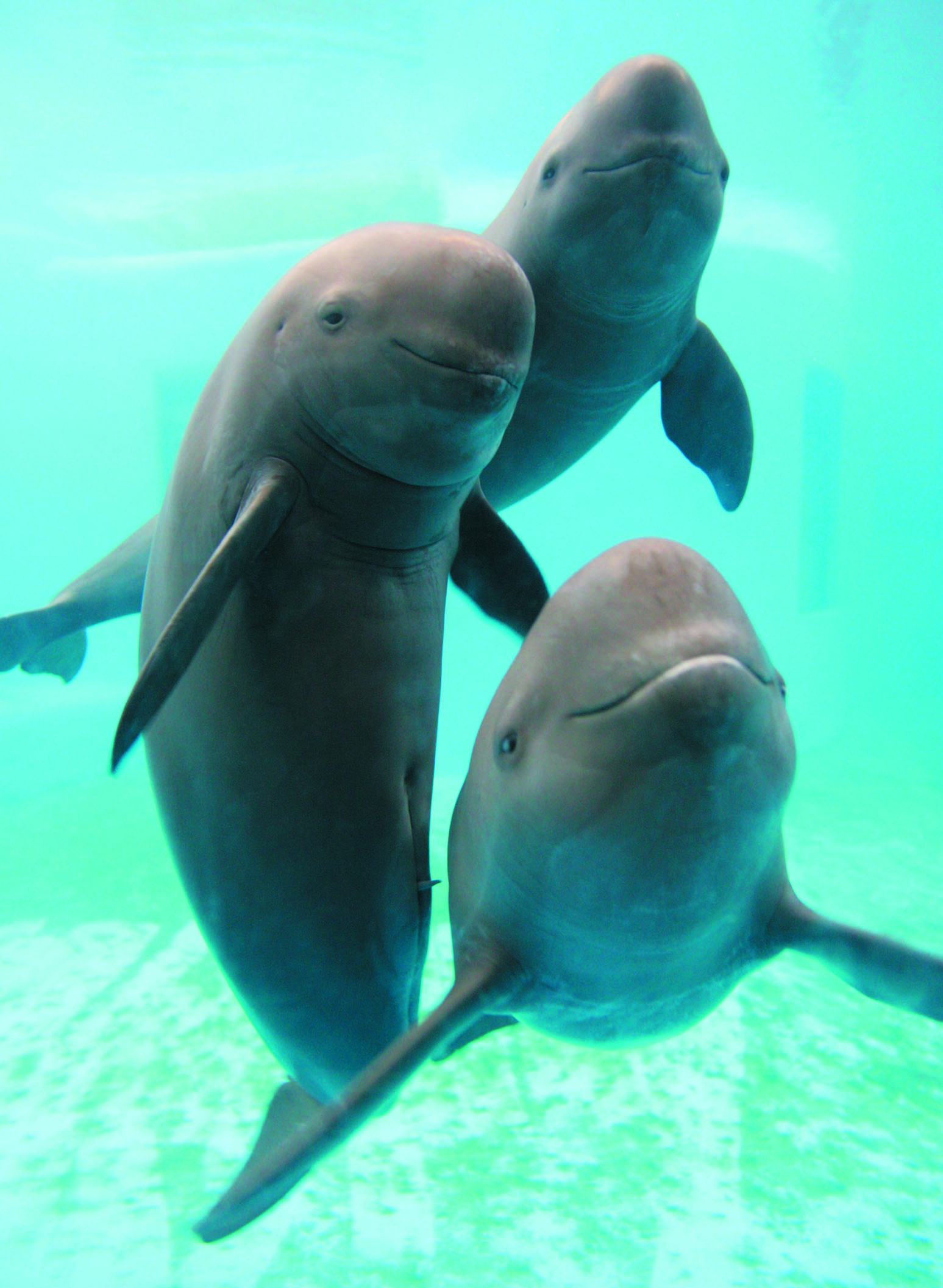
長江に生息するスナメリの固有亜種。

ダム建設による影響、工業や農業による水質汚染、森林開発や農業による水質汚濁、爆発物による河川改修、船舶およびそのプロペラによる衝突死、漁業による混獲および漁具の誤飲・電気による漁法などにより生息数は減少した。1980年代には枝城周辺まで分布域が縮小し、洞庭湖や富春江の個体群は消滅した。2006年に行われた調査では、本種が確認できなかった。2007年には本種と思われる生物が撮影されたが、映像が不鮮明で同定にはいたらなかった。2012年に行われた調査でも本種は確認できず、2002年の確認例を最後におそらく絶滅したと考えられている。1979年に、ワシントン条約附属書Iに掲載されている。1979 - 1981年における生息数は約400頭と推定されていた。
1950年代の個体数はおよそ6,000頭だったと見られており、その後の50年間で急速に減少した。1970年代には数百頭減少しただけだったが、1980年代には400頭まで減少し、本格的な調査をした1997年には13頭にまで減少していた。生息している個体数を見積もることは容易ではないが、2006年11月から12月にかけて行われた大規模な調査では1頭も確認することができず、現時点での生息数はきわめて僅かであると考えられる。クジラ類の中では最も絶滅の危機に瀕している種である。
もともと長江のみの固有種で個体数が少なかったヨウスコウカワイルカは、近年の中国の経済発展で長江沿岸が開発されるに伴い、急速に数を減らしていった。飼育がきわめて困難で、繁殖が難しいことも、保護において大きな足かせとなっていた（飼育成功例自体が極めて少なく飼育下の繁殖成功例に至っては皆無）。
かつて雄の個体が捕獲され、淇淇（チーチー、Qi Qi）と名付けられた。浅水エリアに入った淇淇は1980年1月11日に洞庭湖で漁撈をしている嘉魚県の漁師によって発見された後、武漢市東湖近くの中国科学院水生生物研究所ヨウスコウカワイルカ館（白鱀豚馆）で1980年から2002年7月14日まで飼育され、同館の最後の個体となった。2002年7月14日午前6時半～8時25分の間に死亡。
淇淇の後に捕獲された個体は、石首天鵝洲ヨウスコウカワイルカ保護区（石首天鹅洲白鱀豚保护区、Shishou Tian'ezhou Yangtze River Dolphin Sanctuary）で、1996年から1997年までの1年間の飼育の後、死亡した（同保護区には1990年から1996年までは飼育されているヨウスコウカワイルカはいなかった）。
1998年、上海の近くの崇明島において雌の個体が捕獲され飼育された。しかし給餌がうまくいかず、1か月で餓死してしまった。
1970年代には中国はヨウスコウカワイルカの生息状況が不安定であると認識しており、政府はイルカの殺傷の禁止、漁業の制限、自然保護区の設立などを行った。
1978年、中国科学院は、武漢水生生物研究所の支所として、淡水海豚研究センター（淡水海豚研究中心）を開設した。
1996年12月、中国で最初の水生動物保護組織として、武漢ヨウスコウカワイルカ保護財団（武汉白鱀豚保护基金会、The Baiji Dolphin Conservation Foundation of Wuhan）が設立された。同基金は1,383,924.35人民元（約17万米ドル、約2,000万円）を集め、ヨウスコウカワイルカ保護施設の維持や、細胞の保存などのために使われている。
2003年から、独立行政法人遠洋水産研究所・江ノ島水族館の協力により、日中共同で保護事業を開始している。
クジラ目の中では、コガシラネズミイルカ (Phocoena sinus) と共に最も絶滅の危機に瀕している種であり、すでに絶滅している可能性も高い。
2006年12月13日、baiji.org Foundation により、ヨウスコウカワイルカはほぼ絶滅していると発表された。同年11月から12月にかけて、長江流域ののべ 3,500km に渡る大規模な調査が行なわれたが、ヨウスコウカワイルカは1頭も発見することができなかった。人類が引き起こしたクジラ類の絶滅としては最初のものであり、15世紀以降の哺乳類における科全体の絶滅としては4例目で、大型脊椎動物の絶滅としてはここ50年間で唯一の事例であると考えられている。2007年9月12日にはIUCNも絶滅した可能性があると発表した。
2007年8月19日、ヨウスコウカワイルカと思われる動物が撮影されたことにより、再調査が計画されている。また、2016年10月4日に長江でヨウスコウカワイルカの可能性がある動物が目撃されている。しかし、種の維持には最低でも50頭程度が必要と言われており、ヨウスコウカワイルカが危機的状況にあることには変わりがない。
なお、2009年9月には東洞庭湖の保護区でスナメリが約132頭確認されている。スナメリ（N. asiaeorientalis）は主に海水域に生息するが、淡水である長江に生息する個体群も存在し、中国では江豚と呼ばれている。ヨウスコウカワイルカに比べ、体型は小さく、吻および背びれがほとんどない。確認された約132頭のイルカはスナメリ属の小型イルカであり、ヨウスコウカワイルカ (L. vexillifer) ではない。一部報道では長江のスナメリ（江豚）のことを「ヨウスコウカワイルカ」と表記している場合がある。長江に生息するスナメリもヨウスコウカワイルカと同様に絶滅が危惧されている。

### 年表
- 紀元前3世紀頃 - 推定個体数約5,000頭
- 1950年代 - 推定約6,000頭
- 1958-1962年 - 大躍進政策が施行される
- 1970年 - 葛州覇プロジェクト開始
- 1979年 - 中国政府が絶滅危惧種に指定
- 1983年 - 法律で捕獲を禁止
- 1986年 - 推定約300頭
- 1989年 - 葛州ダム完成
- 1990年 - 推定約200頭
- 1994年 - 三峡ダム建設開始
- 1996年 - IUCNが「絶滅寸前」としてリストに記載
- 1997年 - 推定50頭以下（13頭確認）
- 1998年 - 7頭確認
- 2003年 - 三峡ダム貯水開始
- 2006年 - 1頭も確認ができず、"絶滅"が宣言される

### ニュース
- ウィキニュースに関連記事があります。ヨウスコウカワイルカがほぼ絶滅―「種の存続」に必要な数以下に減少